# Rasmus Mägi
Rasmus Mägi (Tartu, 4 mei 1992) is een  Estisch atleet die zich gespecialiseerd heeft in de 400 m horden. Op deze afstand is hij nationaal recordhouder en samen met Kristjan Kangur, Marek Niit en Rivar Tipp heeft hij ook het nationaal record op de 4 x 400 m estafette. Hij nam tot nu toe eenmaal deel aan de Olympische Spelen, namelijk in 2012, maar hij wist bij deze editie niet verder te komen dan de series van de 400 m horden. Zijn beste prestatie is het behalen van de zilveren medaille bij de EK 2014 op de 400 m horden achter de Zwitser Kariem Hussein.

## Persoonlijke records
Outdoor
| Onderdeel    | Prestatie    | Datum            | Plaats         |
| ------------ | ------------ | ---------------- | -------------- |
| 400 m        | 46,40 s      | 6 juni 2013      | Tallinn        |
| 400 m horden | 48,40 s (NR) | 18 augustus 2016 | Rio de Janeiro |

Indoor
| Onderdeel | Prestatie    | Datum            | Plaats  |
| --------- | ------------ | ---------------- | ------- |
| 300 m     | 33,62 s (NR) | 29 januari 2012  | Tallinn |
| 400 m     | 47,23 s      | 18 februari 2012 | Tartu   |

## Palmares

### 400 m horden (84 cm)
- 2009: 7e in ½ fin. WK jongeren - 53,97 s

### 400 m horden
- 2010: 6e in serie WK junioren - 53,86 s
- 2012: 5e EK - 50,01 s[2]
- 2012: 5e in serie OS - 50,05 s
- 2013: 6e in 3e ½ fin. WK - 49,42 s
- 2014: 4e CC - 49,23 s
- 2014:  EK - 49,06 s (48,54 s in ½ fin.)[2]
- 2015: 5e in 1e ½ fin. WK - 48,76 s
- 2016: 6e OS - 48,40 s (NR)